# Bărcănești, Prahova
Barcanesti là một xã thuộc hạt Prahova, România. Dân số thời điểm năm 2002 là 9377 người.